# Gymnanthes borneensis
Gymnanthes borneensis är en törelväxtart som först beskrevs av Ferdinand Albin Pax och Käthe Hoffmann, och fick sitt nu gällande namn av Hans-Joachim Esser. Gymnanthes borneensis ingår i släktet Gymnanthes och familjen törelväxter. Inga underarter finns listade i Catalogue of Life.